# نودة بشتك
نودة بشتك (بالفارسية: نوده پشتک) هي قرية تقع في قسم بسكلوت الريفي في إيران. يقدر عدد سكانها بـ 1,688 نسمة .